# Нокиа Нетуъркс
Нокиа Нетуъркс (на фински: Nokia Networks), джойнт венчър между Siemens AG и Nokia е една от най-големите компании за телекомуникационни услуги в света. Тя oсигурява пълен набор от мобилни, фиксирани и конвергентни мрежови технологии, както и професионални услуги, включително консултантски услуги и системна интеграция, прилагане, поддръжка и управленски услуги. Според проучване на Ройтерс от 2011 г., тя е четвъртият по големина в света производител на телекомуникационно оборудване след Ericsson, Huawei и Alcatel-Lucent.

## История
Фирмата е създадена в резултат от обединяването на „Siemens Communications“ подразделението на Siemens AG, Германия и бизнес мрежовата група на Nokia, Финландия. Сливането беше обявено на 19 юни 2006 г., а официалното представяне на новата компания стана по време на „Световния мобилен конгрес“ в Барселона през февруари 2007 г. На 1 април 2007 г. Нокиа Сименс Нетуъркс стартира дейността си със седалище в Еспоо, Финландия. Компанията оперира в около 150 страни, и обслужва над 600 клиента.
През януари 2008 г. Нокиа Сименс Нетуъркс придоби израелската компания Atrica, а през февруари 2008 г. придоби и английската Apertio. На 19 юли 2010 г., Нокиа Сименс Нетуъркс обяви, че ще придобие и голямa част от активите на Motorola в областта на инфраструктурните решения за безжични мрежи. Последното беше официално извършено на 29 април 2011 г.
На 23 ноември 2011 г. Нокиа Сименс обяви, че планира да съкрати около 17 000 работни места до края на 2013 г. за да се фокусира изцяло върху най-бързо развиващият се сегмент на пазара – мобилните широколентови услуги. Съкращенията ще намалят работната сила на компанията с 23 % от сегашните 74 000 служителя, и ще помогнат на компанията да намали годишните си оперативни разходи с $ 1.35 млрд. до края на 2013 г.

## Действие
През април 2011 г. Нокиа Сименс Нетуъркс оперира в над 150 страни по света и има около 73 000 служители, включително присъединилите се от Motorola. Повечето от тези служители работят в един от шестте централни центрове по целия свят: Еспоо във Финландия, Мюнхен в Германия, Вроцлав в Полша, Ченай и Бангалор в Индия, Гуандун в Китай и Лисабон в Португалия. Основните производствени обекти на компанията се намират в Ченай (Индия), Китай, Оулу (Финландия) и в Берлин (Германия).
Около една четвърт от населението на света се свързва ежедневно, чрез използването на NSN инфраструктура. Компанията има около 1400 клиента в над 150 страни (включително над 600 клиентски оператора). Взети заедно, приходите за 2010 г. надхвърлят € 12.7 млрд., което прави фирмата един от най-големите производители на телекомуникационно оборудване в света.
Главен изпълнителен директор (CEO) на Нокиа Сименс Нетуъркс е Раджеев Сури (Rajeev Suri). Той пое управлението на компанията след като Саймън Бересфорд-Уайли (Simon Beresford-Wylie) напусна поста си на 1 октомври 2009 г. след интеграция на компанията. Главен финансов директор (CFO) е Марко Шрьотер (Marco Schröter). Председател на борда на директорите вече е Джеспер Овесен (Jesper Ovesen), а заместник-председател е Руди Лампрехт (Rudi Lamprecht) – бивш изпълнителен съветник на изпълнителния директор на Siemens AG. Предишния председател беше бившият изпълнителен директор на Нокиа Оли-Пека Каласвуо (Olli-Pekka Kallasvuo), който подаде оставка на 29 октомври 2011 г.

### Бизнес подразделения
От 1 януари 2010 г. Нокиа Сименс Нетуъркс организира дейността си в рамките на следващите три бизнес звена:
- Бизнес решения (BSO)
- Мрежови системи (NWS)
- Глобални услуги (GS)

Също така съществуват специални отдели за продажба за всяка една от тези области.

## Продукти и услуги

### Бизнес
- Грижа за клиента (Customer care support)
- Управление на устройствата
- Фиксирана и мобилна връзка (Fixed Mobile Convergence)
- Хостинг
- Integrated provisioning
- Управление на инвентара (Inventory management)
- IP телевизия
- Мобилен пренос (Mobile backhaul)
- Мобилна телевизия
- Аутсорсинг
- Unified charging and billing
- WCDMA frequency refarming

### Обществени и корпоративни
- Правителствени
- За въздушния и морския транспорт
- За железопътния транспорт

## Финансови показатели
В таблицата по-долу са дадени финансовите показатели на Нокиа Сименс Нетуъркс в периода 2007 – 2011 г.
|                                           | 2007   | 2008   | 2009   | 2010   | 2011   |
| ----------------------------------------- | ------ | ------ | ------ | ------ | ------ |
| Служители                                 | 50 336 | 60 259 | 62 129 | 65 379 | 71 825 |
| Приходи, млн. €                           | 13 393 | 15 309 | 12 574 | 12 661 | 14 041 |
| Разходи за продажби, млн. €               | 9876   | 10 993 | 9162   | 9266   | 10 239 |
| Разходи за изследвания и развитие, млн. € | 2746   | 2500   | 2271   | 2156   | 2213   |
| Търговски разходи, млн. €                 | 1394   | 1421   | 1349   | 1328   | 1350   |
| Административни разходи, млн. €           | 701    | 687    | 573    | 553    | 553    |
| Други разходи, млн. €                     | 16     | 7      | 858    | 44     | 14     |
| Нетни приходи, млн. €                     | -1308  | -301   | -1639  | -686   | -300   |